# Cá chó phương bắc
Cá chó phương bắc (tên khoa học Esox lucius), gọi đơn giản là cá chó ở Anh, Ireland, hầu hết các vùng của Hoa Kỳ, hoặc jackfish tại Canada hoặc chỉ đơn giản là "Northern" tại vùng Trung Tây Thượng của Hoa Kỳ), là một loài cá ăn thịt của chi Esox. Chúng là loài điển hình của vùng nước lợ và nước ngọt ở Bắc bán cầu.